# Yvrac-et-Malleyrand
Pour l’article homonyme, voir Yvrac en Gironde.
Yvrac-et-Malleyrand est une commune du Sud-Ouest de la France, située dans le département de la Charente (région Nouvelle-Aquitaine).
Ses habitants sont les Yvracois et les Yvracoises.

## Géographie

### Localisation et accès
Yvrac-et-Malleyrand est une commune située à 5 km à l'est de La Rochefoucauld et 25 km à l'est d'Angoulême.
Assez grande, sa forme est assez découpée et encercle à l'ouest la commune de Marillac-le-Franc.
Le bourg d'Yvrac où est située la mairie est aussi à 8 km au sud de Chasseneuil, 9 km à l'ouest de Montembœuf, et 10 km au nord-ouest de Montbron.
La principale route de la commune est la D 13, qui va de La Rochefoucauld à Rochechouart, et qui la coupe d'ouest en est. Yvrac se trouve à 0,5 km au nord de celle-ci, et Malleyrand à 1 km au sud. La commune est aussi traversée du nord au sud par la D 62, qui relie Chasseneuil à Montbron par Orgedeuil; elle relie aussi Yvrac et Malleyrand. De nombreuses autres petites routes, communales, sillonnent aussi la commune pour en relier les différents hameaux.

### Hameaux et lieux-dits
Le bourg d'Yvrac est assez petit, et il est de même taille que les hameaux de la commune.
Malleyrand est situé à 3,5 km au sud-est d'Yvrac. Beaumont est situé à l'ouest d'Yvrac. La Braconne d'Yvrac est situé à l'est de la commune, sur la D 13.
D'autres hameaux moins importants composent la commune: Lascoux, Chez Gacon, Miaulant, la Ménardie, le Pompinaud, Champagnac, la Joubertière, Lidrat, Sainsac, etc..

### Communes limitrophes
Les communes limitrophes sont Marillac-le-Franc, Mazerolles, Orgedeuil, Saint-Adjutory, Saint-Sornin et Taponnat-Fleurignac.
| Taponnat-Fleurignac | Saint-Adjutory      |            |
| Marillac-le-Franc   | Yvrac-et-Malleyrand | Mazerolles |
|                     | Saint-Sornin        | Orgedeuil  |

### Géologie et relief
La commune est à cheval entre le karst de La Rochefoucauld pour sa moitié ouest, et le flanc du massif de l'Arbre, premier mont du Massif central en venant de l'océan, sur sa moitié est.
Le sol est principalement composé de coulées d'origine tertiaire, altérite, argile rouge et sableuse à silex, calcaire du Jurassique inférieur, sauf dans les vallées (dépôt alluvionnaire),,. 
Le terrain est fortement incliné vers l'ouest, et le point culminant se trouve naturellement au sud-est de la commune sur la crête élevée de Saint-Sornin à Mazerolles et en limite de la commune d'Orgedeuil, et il atteint 318 m. Le point le plus bas est à 109 m, situé sur la limite occidentale (près du pont de la Margot sur la D 13). Le bourg d'Yvrac est à 145 m d'altitude, la Braconne à 220 m et Malleyrand à 190 m.

### Hydrographie

#### Réseau hydrographique

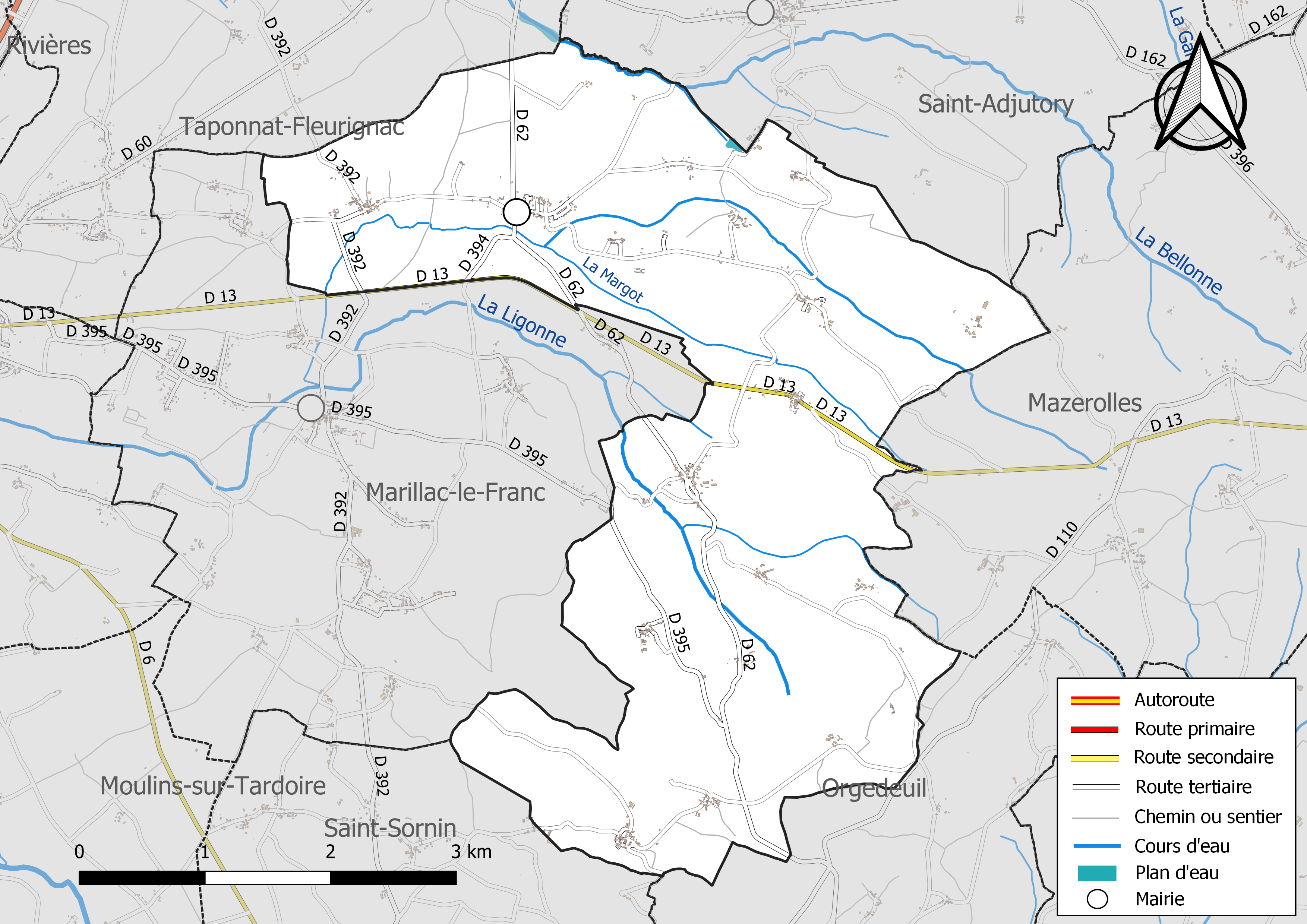
Réseaux hydrographique et routier d'Yvrac-et-Malleyrand.

La commune est située dans le bassin versant de la Charente au sein du bassin Adour-Garonne. Elle est drainée par la Bellonne, la Ligonne, la Margot et par divers petits cours d'eau, qui constituent un réseau hydrographique de 16 km de longueur totale,.
Le sud de la commune est traversé par la Ligonne, qui y prend sa source, passe au pied de Malleyrand. Ce ruisseau est un affluent de la Tardoire, mais il se perd dans des gouffres karstiques avant.
Le Margot, affluent de la Ligonne, passe au pied du bourg d'Yvrac. Il se perd aussi dans des gouffres avant d'atteindre la commune de Marillac-le-Franc. Il est formé à l'est du bourg par deux ruisseaux : le ruisseau de la Braconne et celui de la Ménardie.

#### Gestion des eaux
Le territoire communal est couvert par le schéma d'aménagement et de gestion des eaux (SAGE) « Charente ». Ce document de planification, dont le territoire correspond au bassin de la Charente, d'une superficie de 9 300 km2, a été approuvé le 19 novembre 2019. La structure porteuse de l'élaboration et de la mise en œuvre est l'établissement public territorial de bassin Charente. Il définit sur son territoire les objectifs généraux d’utilisation, de mise en valeur et de protection quantitative et qualitative des ressources en eau superficielle et souterraine, en respect des objectifs de qualité définis dans le troisième SDAGE  du Bassin Adour-Garonne qui couvre la période 2022-2027, approuvé le 10 mars 2022.

### Climat
Comme dans les trois quarts sud et ouest du département, le climat est océanique aquitain. L'est de la commune, plus élevé en altitude à cause du relief du massif de l'Arbre, est océanique dégradé. Il est plus arrosé et les hivers y sont plus frais. Ce sont les Terres froides de la Charente.

### Végétation
La commune est assez peu boisée, sauf sur quelques flancs de vallées assez abrupts.
Les plateaux sont surtout cultivés, céréales et parfois quelques vignes. À l'est où le terrain est plus pentu et plus arrosé, les prés sont propices à l'élevage de vaches limousines.

## Urbanisme

### Typologie
Au 1er janvier 2024, Yvrac-et-Malleyrand est catégorisée commune rurale à habitat très dispersé, selon la nouvelle grille communale de densité à 7 niveaux définie par l'Insee en 2022.
Elle est située hors unité urbaine et hors attraction des villes,.

### Occupation des sols
L'occupation des sols de la commune, telle qu'elle ressort de la base de données européenne d’occupation biophysique des sols Corine Land Cover (CLC), est marquée par l'importance des territoires agricoles (75,8 % en 2018), une proportion identique à celle de 1990 (75,8 %). La répartition détaillée en 2018 est la suivante : 
zones agricoles hétérogènes (27,2 %), terres arables (25,3 %), forêts (24,2 %), prairies (23,3 %). L'évolution de l’occupation des sols de la commune et de ses infrastructures peut être observée sur les différentes représentations cartographiques du territoire : la carte de Cassini (XVIIIe siècle), la carte d'état-major (1820-1866) et les cartes ou photos aériennes de l'IGN pour la période actuelle (1950 à aujourd'hui).

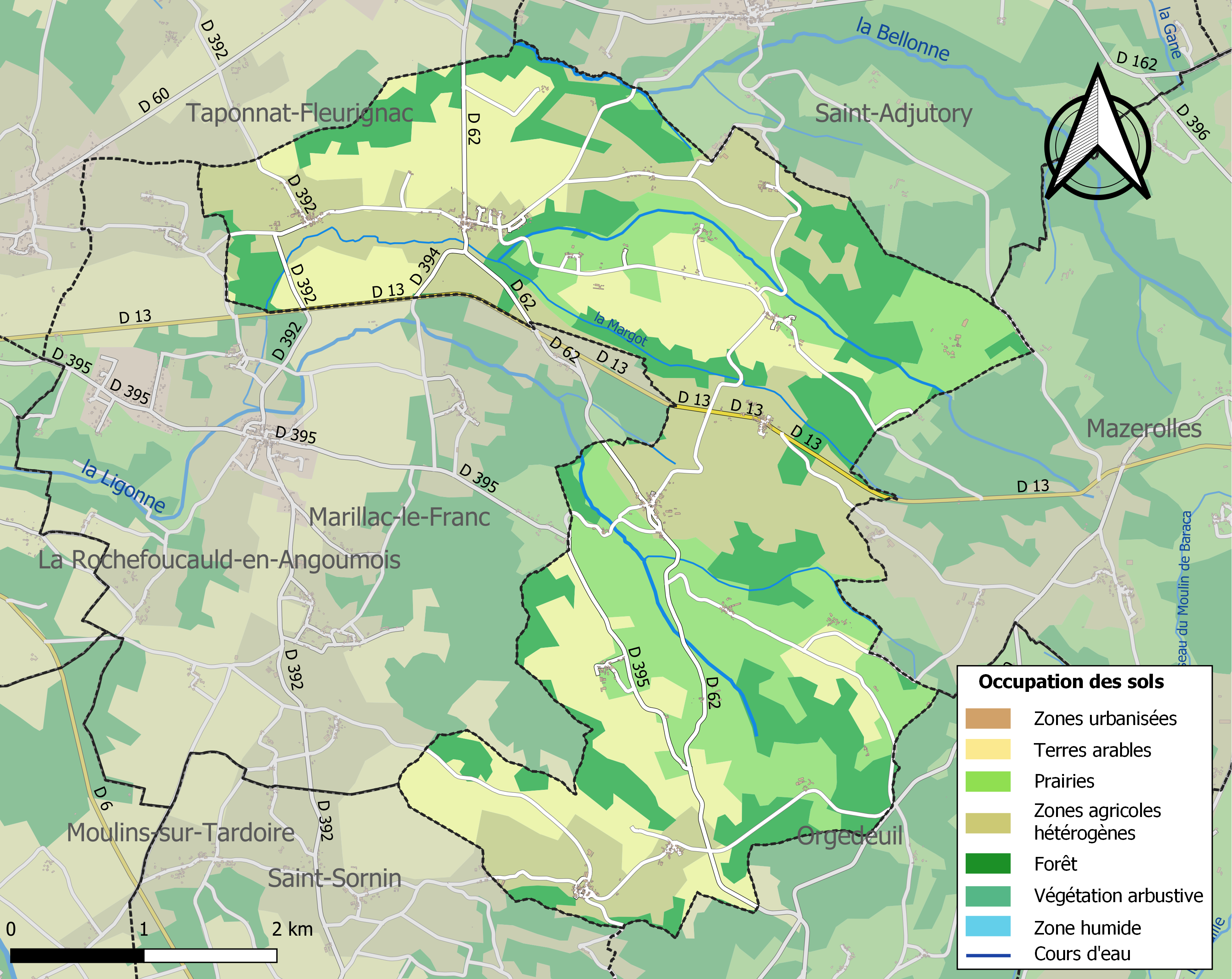
Carte des infrastructures et de l'occupation des sols de la commune en 2018 (CLC).

### Risques majeurs
Le territoire de la commune d'Yvrac-et-Malleyrand est vulnérable à différents aléas naturels : météorologiques (tempête, orage, neige, grand froid, canicule ou sécheresse) et séisme (sismicité faible). Il est également exposé à un risque technologique, le transport de matières dangereuses. Un site publié par le BRGM permet d'évaluer simplement et rapidement les risques d'un bien localisé soit par son adresse soit par le numéro de sa parcelle.

#### Risques naturels

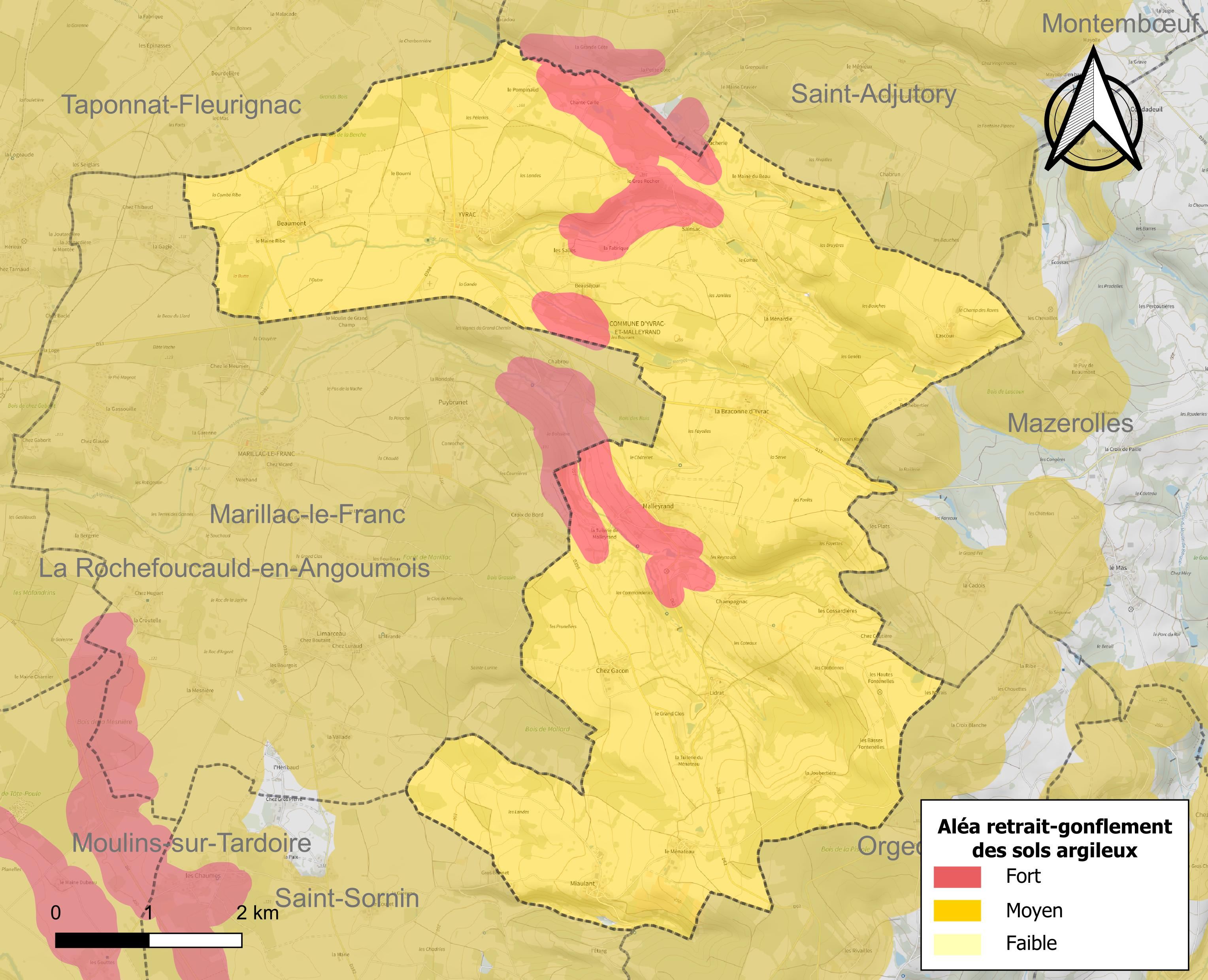
Carte des zones d'aléa retrait-gonflement des sols argileux d'Yvrac-et-Malleyrand.

Le retrait-gonflement des sols argileux est susceptible d'engendrer des dommages importants aux bâtiments en cas d’alternance de périodes de sécheresse et de pluie. La totalité de la commune est en aléa moyen ou fort (67,4 % au niveau départemental et 48,5 % au niveau national). Sur les 290 bâtiments dénombrés sur la commune en 2019, 290 sont en aléa moyen ou fort, soit 100 %, à comparer aux 81 % au niveau départemental et 54 % au niveau national. Une cartographie de l'exposition du territoire national au retrait gonflement des sols argileux est disponible sur le site du BRGM,.
Par ailleurs, afin de mieux appréhender le risque d’affaissement de terrain, l'inventaire national des cavités souterraines permet de localiser celles situées sur la commune.
La commune a été reconnue en état de catastrophe naturelle au titre des dommages causés par les inondations et coulées de boue survenues en 1982, 1983 et 1999. Concernant les mouvements de terrains, la commune a été reconnue en état de catastrophe naturelle au titre des dommages causés par la sécheresse en 2005 et par des mouvements de terrain en 1999.

#### Risques technologiques
Le risque de transport de matières dangereuses sur la commune est lié à sa traversée par une ou des infrastructures routières ou ferroviaires importantes ou la présence d'une canalisation de transport d'hydrocarbures. Un accident se produisant sur de telles infrastructures est susceptible d’avoir des effets graves sur les biens, les personnes ou l'environnement, selon la nature du matériau transporté. Des dispositions d’urbanisme peuvent être préconisées en conséquence.

## Toponymie
Les formes anciennes d'Yvrac sont Yvraco, Hyvrac, Hyvraco vers 1300.
Le nom de Malleyrand est attesté par la forme ancienne Malleram (non datée, Moyen Âge).
L'origine du nom d'Yvrac remonterait à un nom de personne gallo-romain Eburius, dérivé du gaulois Eburos, auquel est apposé le suffixe -acum, ce qui correspondrait à Eburiacum, « domaine d'Eburius »,.
Le nom de Malleyrand aurait une origine gauloise : Melloranda, le « domaine sur la colline ». Mello-, "colline" et -randa, "partie", sont des termes de noms gaulois.
La commune est créée Yvrac en 1793, et devient Yvrac et Malleran en 1801, avant de devenir Yvrac-et-Malleyrand au cours du XIXe siècle. Ces noms sont orthographiés Yvrac et Mallerant sur les cartes de Cassini (1750) et d'État-Major (1850).

### Dialecte
La commune est dans la partie occitane de la Charente qui en occupe le tiers oriental, et le dialecte est limousin.
Elle se nomme Ivrac-e-Maleirand en occitan.

## Histoire
La découverte d'un aqueduc en terre cuite, briques et tegulae près de la Joubertière, datant probablement de l'époque romaine, atteste l'ancienneté de l'occupation.
Les registres de l'état civil d'Yvrac remontent à 1613.
La paroisse de Malleyrand était le siège d'une commanderie de Templiers fondée au XIIe siècle.
Sous l'Ancien Régime, Malleyrand était un ex-fief de la seigneurie de Montbron. Au XVIIe siècle, elle était possédée par Pierre du Souchet, avant de passer par mariage en 1647 à René Perry, écuyer, seigneur de Mareuil, ce qui a donné naissance à la branche Perry de Malleyrand,.
Juste après la Révolution, en 1791, les paroisses d'Yvrac et de Malleyrand sont unies pour former la commune actuelle,.
Au début du XXe siècle, une importante carrière d'argile située à Sainsac dans le nord-est de la commune alimentait la tuilerie de Péruzet près de La Rochefoucauld par une voie ferrée métrique de 5 km de long. L'industrie communale était aussi représentée par une scierie mécanique et un moulin situés dans ce même lieu-dit. De petites tuileries ont aussi existé au XIXe siècle sur la commune (Lidrat, Mallerand).

## Administration

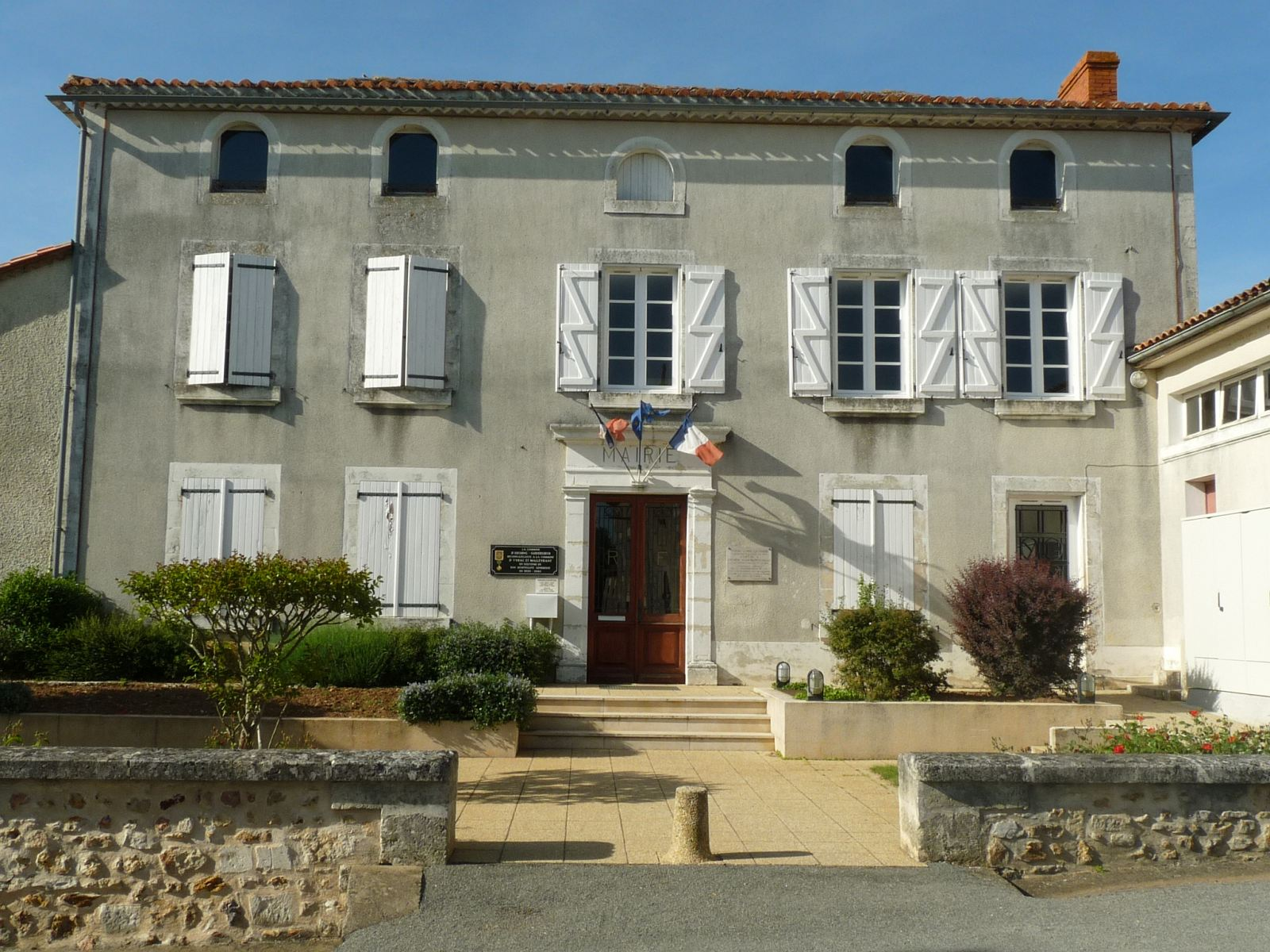
La mairie à Yvrac.

| Période                                  | Période  | Identité          | Étiquette | Qualité                       |
| ---------------------------------------- | -------- | ----------------- | --------- | ----------------------------- |
| 1995                                     | 2001     | Guy Robert FORT   | SE        | Retraité                      |
| Les données manquantes sont à compléter. |          |                   |           |                               |
| 2001                                     | 2014     | Serge Frugier     | SE        | Retraité                      |
| 2014                                     | mai 2020 | Serge Geiger      | SE        |                               |
| mai 2020                                 | En cours | Emmanuel Jouassin | SE        | Cadre de la fonction publique |

## Démographie

### Évolution démographique
L'évolution du nombre d'habitants est connue à travers les recensements de la population effectués dans la commune depuis 1793. Pour les communes de moins de 10 000 habitants, une enquête de recensement portant sur toute la population est réalisée tous les cinq ans, les populations de référence des années intermédiaires étant quant à elles estimées par interpolation ou extrapolation. Pour la commune, le premier recensement exhaustif entrant dans le cadre du nouveau dispositif a été réalisé en 2008.

En 2022, la commune comptait 562 habitants, en évolution de +4,27 % par rapport à 2016 (Charente : −0,48 %, France hors Mayotte : +2,11 %).
| 1793 | 1800  | 1806 | 1821  | 1831 | 1841  | 1846  | 1851  | 1856 |
| ---- | ----- | ---- | ----- | ---- | ----- | ----- | ----- | ---- |
| 900  | 1 033 | 977  | 1 039 | 952  | 1 075 | 1 067 | 1 052 | 991  |

| 1861 | 1866 | 1872 | 1876 | 1881 | 1886 | 1891 | 1896 | 1901 |
| ---- | ---- | ---- | ---- | ---- | ---- | ---- | ---- | ---- |
| 962  | 920  | 875  | 921  | 952  | 962  | 914  | 824  | 775  |

| 1906 | 1911 | 1921 | 1926 | 1931 | 1936 | 1946 | 1954 | 1962 |
| ---- | ---- | ---- | ---- | ---- | ---- | ---- | ---- | ---- |
| 754  | 725  | 748  | 682  | 653  | 623  | 602  | 569  | 506  |

| 1968 | 1975 | 1982 | 1990 | 1999 | 2006 | 2008 | 2013 | 2018 |
| ---- | ---- | ---- | ---- | ---- | ---- | ---- | ---- | ---- |
| 481  | 420  | 403  | 432  | 465  | 515  | 530  | 523  | 554  |

| 2022 | - | - | - | - | - | - | - | - |
| ---- | - | - | - | - | - | - | - | - |
| 562  | - | - | - | - | - | - | - | - |

### Pyramide des âges
En 2018, le taux de personnes d'un âge inférieur à 30 ans s'élève à 30,1 %, soit en dessous de la moyenne départementale (30,2 %). À l'inverse, le taux de personnes d'âge supérieur à 60 ans est de 30,3 % la même année, alors qu'il est de 32,3 % au niveau départemental.
En 2018, la commune comptait 280 hommes pour 274 femmes, soit un taux de 50,54 % d'hommes, largement supérieur au taux départemental (48,41 %).
Les pyramides des âges de la commune et du département s'établissent comme suit.
| Hommes | Classe d’âge | Femmes |
| ------ | ------------ | ------ |
| 1,4    | 90 ou +      | 1,8    |
| 7,9    | 75-89 ans    | 9,1    |
| 20,4   | 60-74 ans    | 20,1   |
| 21,1   | 45-59 ans    | 20,8   |
| 17,5   | 30-44 ans    | 19,7   |
| 12,5   | 15-29 ans    | 13,5   |
| 19,3   | 0-14 ans     | 15,0   |

| Hommes | Classe d’âge | Femmes |
| ------ | ------------ | ------ |
| 1      | 90 ou +      | 2,7    |
| 9,2    | 75-89 ans    | 12     |
| 20,6   | 60-74 ans    | 21,3   |
| 20,7   | 45-59 ans    | 20,3   |
| 16,8   | 30-44 ans    | 16     |
| 15,6   | 15-29 ans    | 13,4   |
| 16,1   | 0-14 ans     | 14,3   |

### Remarques
Depuis 1982 la population est en hausse légère mais constante de par la proximité de La Rochefoucauld et d'Angoulême.

## Équipements, services et vie locale

### Enseignement
L'école publique est un RPI entre Marillac-le-Franc et Yvrac-et-Malleyrand. Marillac accueille l'école élémentaire et Yvrac-et-Malleyrand l'école primaire. L'école communale, située au bourg d'Yvrac, comprend deux classes de maternelle et une classe d'élémentaire. Le secteur du collège est La Rochefoucauld.

## Lieux et monuments

### Patrimoine religieux

#### Commanderie de Malleyrand
L'ancienne commanderie templière Saint-Jean-Baptiste, située près de Malleyrand, date du XIIe siècle. Sa voûte d'origine a été remplacée par un plafond lambrissé vers 1980. Elle est classée monument historique depuis 1994.

#### Église Saint-Vivien
L'église paroissiale Saint-Vivien, située au bourg d'Yvrac, est datée de la fin du XIIe siècle. Elle possède une demi-coupole caractéristique couverte de dalles calcaires.

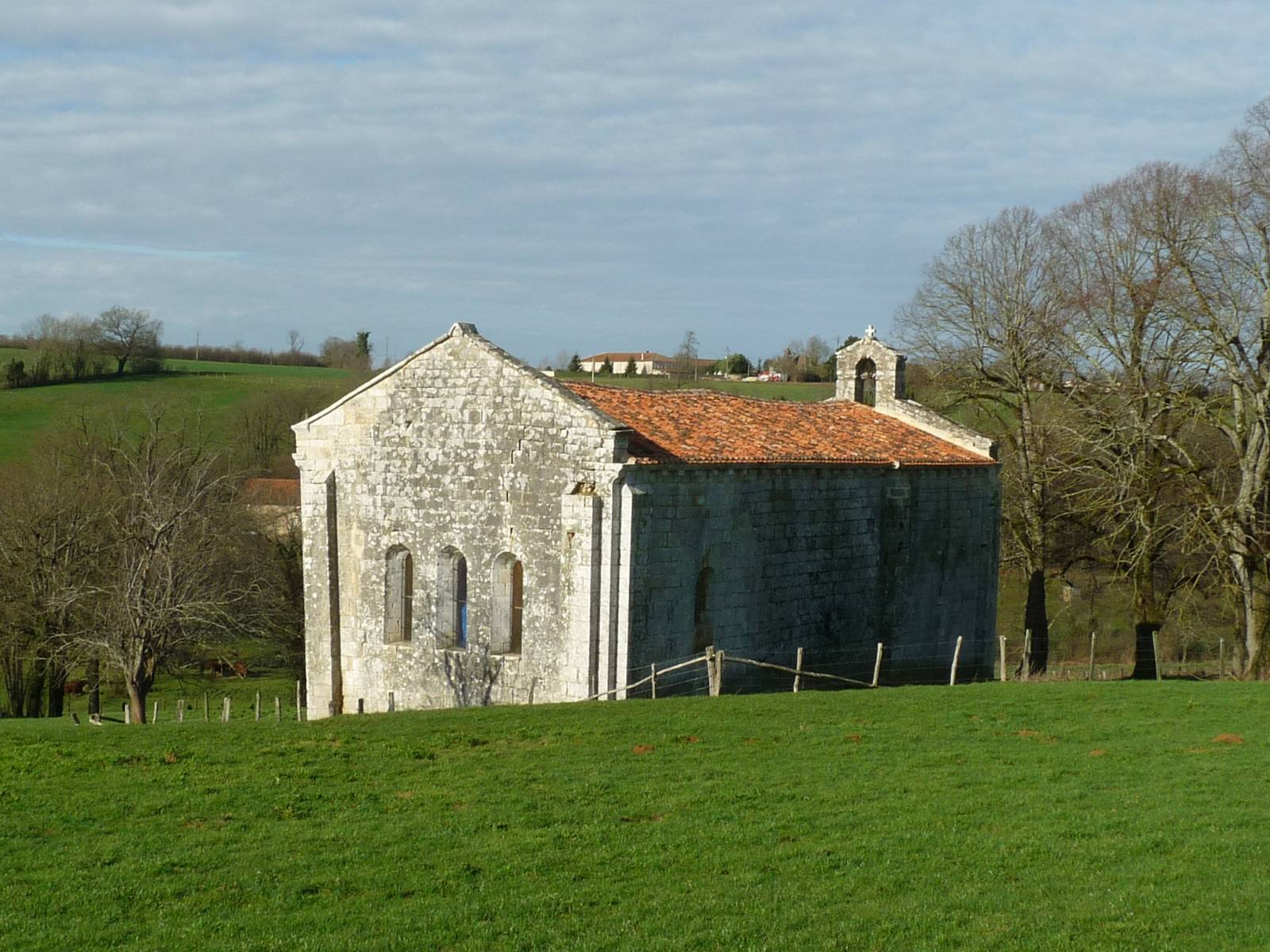
Malleyrand, ancienne chapelle des Templiers.
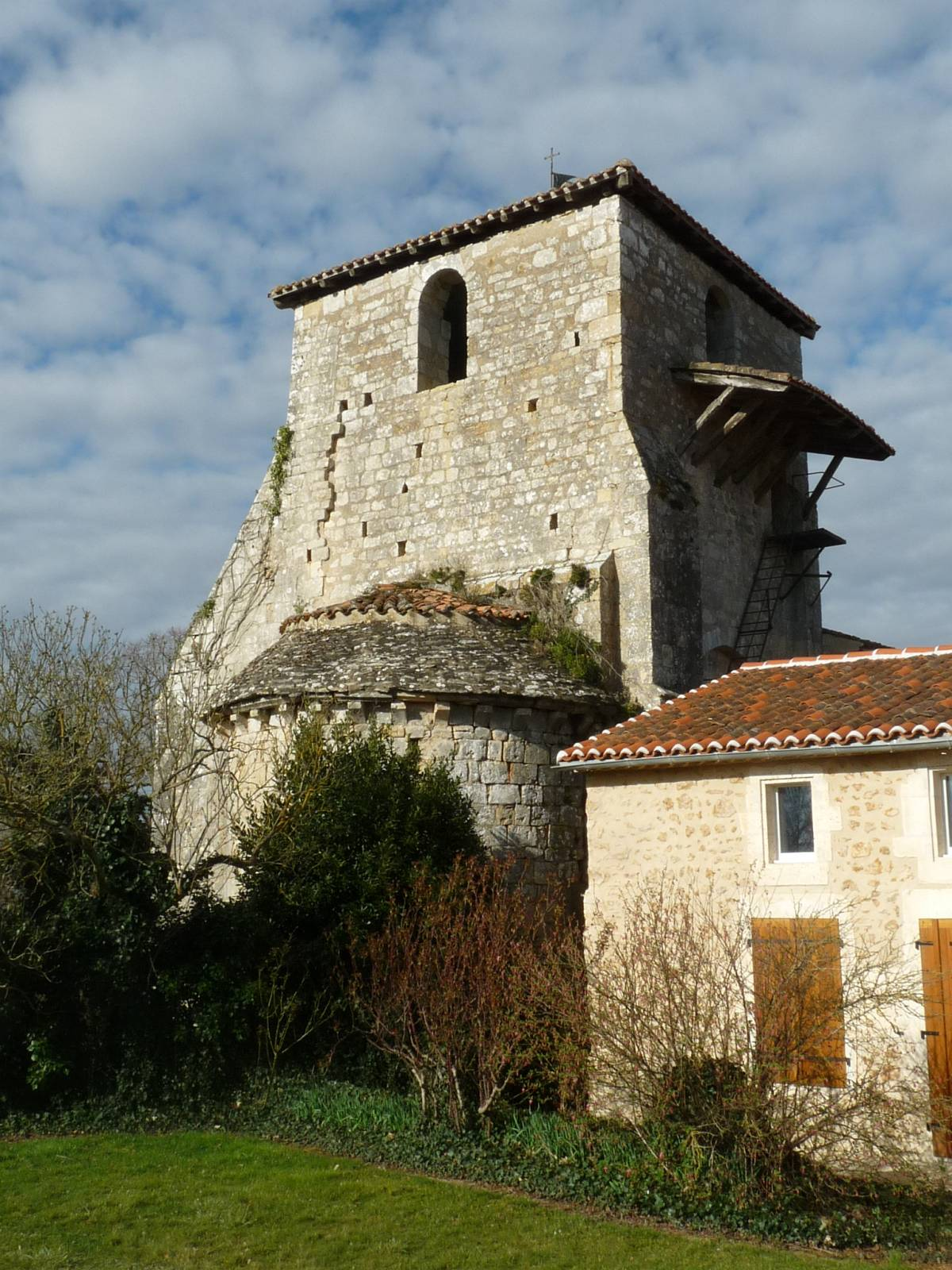
L'église d'Yvrac et sa coupole en lauses.